# Чемпионат Европы по самбо 2015
Чемпионат Европы по самбо 2015 года прошёл в Загребе (Хорватия) с 14 по 18 мая.

## Медалисты

### Мужчины
| Весовая категория | Золото                      | Серебро                     | Бронза                                                  |
| ----------------- | --------------------------- | --------------------------- | ------------------------------------------------------- |
| до 52 кг          | Тигран Киракосян · Армения  | Игорь Беглеров · Россия     | Гиви Надарейшвили · Грузия Джамбулат Ахмадов · Беларусь |
| до 57 кг          | Вахтанг Чидрашвили · Грузия | Саян Хертек · Россия        | Борислав Янаков · Болгария Максим Манукян · Армения     |
| до 62 кг          | Илья Хлыбов · Россия        | Борис Борисов · Болгария    | Иван Анискевич · Беларусь Шмаги Лагазаури · Грузия      |
| до 68 кг          | Дмитрий Смолин · Беларусь   | Бека Тугуши · Грузия        | Маттиа Гальбиати · Италия Эмиль Гасанов · Азербайджан   |
| до 74 кг          | Степан Попов · Беларусь     | Артур Саркисян · Украина    | Али Куржев · Россия Каха Мамулашвили · Грузия           |
| до 82 кг          | Сергей Ошлобану · Молдова   | Радвилас Матукас · Литва    | Владимир Приказчиков · Россия Юкасин Ковачевич · Сербия |
| до 90 кг          | Арсен Ханджян · Россия      | Андрей Казусёнок · Беларусь | Валентин Журден · Франция Давид Карбелашвили · Грузия   |
| до 100 кг         | Давид Лориашвили · Грузия   | Сергей Самойлович · Россия  | Ярослав Рытко · Украина Виктор Решко · Латвия           |
| свыше 100 кг      | Рустам Арсланов · Россия    | Иван Илиев · Болгария       | Юрий Рыбак · Беларусь Размик Тоноян · Украина           |

### Женщины
| Весовая категория | Золото                          | Серебро                        | Бронза                                                   |
| ----------------- | ------------------------------- | ------------------------------ | -------------------------------------------------------- |
| до 48 кг          | Мария Козлова · Россия          | Алина Соколовская · Украина    | Халус Роксана Симона · Румыния Лейла Аббасова · Беларусь |
| до 52 кг          | Мария Буёк · Украина            | Магдалена Варбанова · Болгария | Анна Гореликова · Россия Марина Жарская · Беларусь       |
| до 56 кг          | Даниела Хондю · Румыния         | Калина Стефанова · Болгария    | Олеся Савчук · Украина Лора Фурнье · Франция             |
| до 60 кг          | Екатерина Прокопенко · Беларусь | Анастасия Шевченко · Украина   | Анастасия Шинкаренко · Россия Шорена Шарадзхе · Грузия   |
| до 64 кг          | Татьяна Мацко · Беларусь        | Ульяна Бессонова · Россия      | Алёна Сайко · Украина Ваня Иванова · Болгария            |
| до 68 кг          | Татьяна Савенко · Украина       | Ольга Намазова · Беларусь      | Екатерина Оноприенко · Россия Ивана Яндрич · Сербия      |
| до 72 кг          | Наталья Смаль · Украина         | Нино Оджелашвили · Грузия      | Ирина Миронова · Россия Тамара Панталеева · Болгария     |
| до 80 кг          | Мария Оряшкова · Болгария       | Дайна Абрацумова · Россия      | Клисите Гинтаре · Литва Галина Ковальская · Украина      |
| свыше 80 кг       | Елизавета Моисеенко · Беларусь  | Светлана Федосеенко · Россия   | Елена Ширак · Франция Ирен Леонидзе · Грузия             |

### Боевое самбо
| Весовая категория | Золото                          | Серебро                      | Бронза                                                |
| ----------------- | ------------------------------- | ---------------------------- | ----------------------------------------------------- |
| до 52 кг          | Анатолий Стишак · Россия        | Сергей Чёрный · Украина      | Гинтарас Каткус · Литва Джордан Нгуен · Болгария      |
| до 57 кг          | Александр Нестеров · Россия     | Эрнест Айрапетян · Армения   | Фарид Юсифов · Азербайджан Богдан Бабенко · Украина   |
| до 62 кг          | Узаир Лабазанов · Россия        | Борис Кандов · Болгария      | Тимур Андрес · Молдова Богдан Кондратович · Украина   |
| до 68 кг          | Магомедрасул Хасбулаев · Россия | Сергей Гречихо · Литва       | Вачик Варданян · Армения Алексей Заяц · Украина       |
| до 74 кг          | Тихомир Благовестов · Болгария  | Андрей Калинин · Россия      | Маврик Насибян · Армения Вадим Бурчак · Украина       |
| до 82 кг          | Мурад Керимов · Россия          | Максим Рындовский · Украина  | Румен Димитров · Болгария Сергей Филоменко · Беларусь |
| до 90 кг          | Магомед Магомедов · Россия      | Векослав Ячинивич · Хорватия | Валентин Греков · Украина Камен Георгиев · Болгария   |
| до 100 кг         | Анатолий Волошинов · Украина    | Иозеф Вежтергом · Венгрия    | Марко Торик · Хорватия Виктор Немков · Россия         |
| свыше 100 кг      | Кирилл Сидельников · Россия     | Мартин Маринков · Болгария   | Иосип Маткович · Хорватия                             |

## Командные результаты

### Спортивное самбо, женщины
1. Украина;
2. Россия;
3. Беларусь;

### Спортивное самбо, мужчины
1. Россия;
2. Грузия;
3. Беларусь;

### Боевое самбо
1. Россия;
2. Украина;
3. Болгария;